# Cláudia Laitano

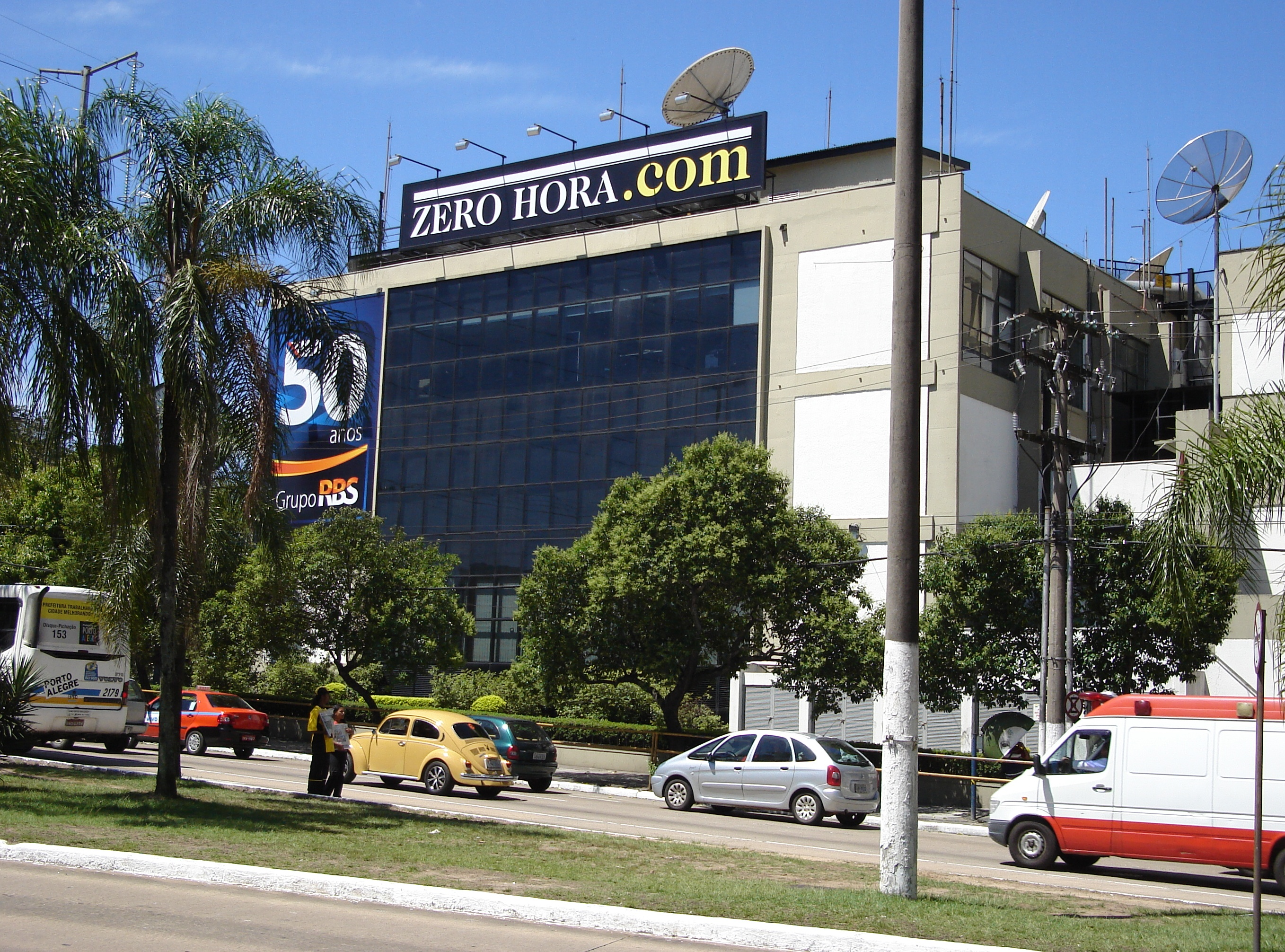
Sede da Zero Hora, jornal em que Laitano escreve.

Cláudia Laitano (Porto Alegre, 13 de Maio de 1966) é uma cronista, jornalista, escritora e colunista brasileira. Trabalha no Grupo RBS. Em 2008, lançou o livro Agora eu Era (coletânea de crônicas publicadas no jornal Zero Hora).
É formada em Jornalismo pela Universidade Federal do Rio Grande do Sul.

## Biografia
Cláudia Laitano (Porto Alegre, 1966) é uma jornalista brasileira.
Trabalha em jornalismo cultural e escreve crônicas semanais no jornal diário porto-alegrense Zero Hora. Estudou no Colégio Rosário, em Porto Alegre, e formou-se em Jornalismo pela Faculdade de Comunicação da UFRGS em 1992, com especialização em Economia da Cultura pela Faculdade de Economia da UFRGS em 2007. Trabalha no jornal Zero Hora desde 1987, onde é editora-executiva da área de Cultura desde 2000.
Lançou uma coletânea de crônicas, Agora Eu Era, e tem textos em outras publicações. O livro Agora Eu Era recebeu os prêmios AGE e Açorianos de melhor livro de crônicas de 2008. Em 2009, conquistou o primeiro lugar no Prêmio ARI na categoria Crônica com o texto "Parece, Mas Não É". Em 2012, recebeu o Prêmio Joaquim Felizardo, da Prefeitura de Porto Alegre, como destaque do ano na categoria Mídia Jornal.
A jornalista tem uma filha, Pilar.

## Obras publicadas
- Nos, os Gaúchos (Editora da UFRGS , 1990)
- Arca de Blau (Artes e Ofícios , 1993)
- Umbigo é Nosso Rei? (Artes e Ofícios, 2006 )
- Agora Eu Era (Editora Record, 2008)
- Meus Livros, Meus Filmes e Tudo Mais (Lpm, 2012)